# Jöri Kindschi
Jöri Kindschi (* 8. Oktober 1986 in Davos) ist ein Schweizer Skilangläufer.

## Werdegang
Bei den Junioren-Weltmeisterschaften 2004 im norwegischen Stryn belegte Kindschi den 44. Platz im Freistilrennen über zehn Kilometer und den 47. Platz im Sprint. Ein Jahr später bei den Junioren-Weltmeisterschaften im finnischen Rovaniemi kam er im Sprint auf den 26. und über zehn Kilometer in der freien Technik auf den 65. Rang. Bei seinen letzten Nachwuchstitelkämpfen 2006 im slowenischen Kranj erreichte er mit dem sechsten Platz im Sprint erstmals eine Top-Ten-Platzierung, während er über zehn Kilometer, diesmal in der klassischen Technik ausgetragen, 44. wurde.
Kindschi lief sein erstes Weltcuprennen im November 2006 in Kuusamo, welches er auf dem 66. Platz im Sprint abschloss. Seine ersten Weltcuppunkte holte er Dezember 2008 in Davos mit dem 28. Rang im Sprint. Bei der Winter-Universiade 2009 im chinesischen Yabuli wurde er Zwölfter im Sprint und 38. im Massenstartrennen über zehn Kilometer. Mit der Schweizer Studentenauswahl wurde er Elfter im Staffelwettbewerb. Bei den nordischen Skiweltmeisterschaften 2011 in Oslo erreichte er den 38. Platz im Sprint und den 16. Rang im Teamsprint. Im Dezember 2011 in Düsseldorf schaffte er erstmals mit dem neunten Platz im Sprint eine Top-Zehn-Platzierung im Weltcup. Beim Sprint in Québec im Dezember 2012 erreichte er mit dem sechsten Platz sein bisher bestes Weltcupergebnis. Bei den nordischen Skiweltmeisterschaften 2013 im Val di Fiemme belegte er den 15. Rang im Teamsprint. Die Saison 2012/13 beendete er auf dem 65. Platz in der Gesamtwertung und auf dem 29. Rang in der Sprintwertung. Bei den Olympischen Winterspielen 2014 in Sotschi holte er den 22. Platz im Sprint. Im Februar 2017 gewann er den Gommerlauf über 42 km Freistil.

## Platzierungen im Weltcup

### Weltcup-Statistik
Die Tabelle zeigt die erreichten Platzierungen im Einzelnen.
- 1.–3. Platz: Anzahl der Podiumsplatzierungen
- Top 10: Anzahl der Platzierungen unter den ersten zehn
- Punkteränge: Anzahl der Platzierungen innerhalb der Punkteränge
- Starts: Anzahl gelaufener Rennen in der jeweiligen Disziplin
- Hinweis: Bei den Distanzrennen erfolgt die Einordnung gemäss FIS.

| Platzierung               | Distanzrennen a | Distanzrennen a | Distanzrennen a | Distanzrennen a | Distanzrennen a | Skiathlon Verfolgung | Sprint | Etappen- rennen b | Gesamt | Team c | Team c  |
| Platzierung               | ≤ 5 km          | ≤ 10 km         | ≤ 15 km         | ≤ 30 km         | > 30 km         | Skiathlon Verfolgung | Sprint | Etappen- rennen b | Gesamt | Sprint | Staffel |
| ------------------------- | --------------- | --------------- | --------------- | --------------- | --------------- | -------------------- | ------ | ----------------- | ------ | ------ | ------- |
| 1. Platz                  |                 |                 |                 |                 |                 |                      |        |                   |        |        |         |
| 2. Platz                  |                 |                 |                 |                 |                 |                      |        |                   |        |        |         |
| 3. Platz                  |                 |                 |                 |                 |                 |                      |        |                   |        |        |         |
| Top 10                    |                 |                 |                 |                 |                 |                      | 3      |                   | 3      | 1      |         |
| Punkteränge               |                 |                 |                 |                 |                 |                      | 27     |                   | 27     | 15     |         |
| Starts                    | 2               | 1               | 2               |                 |                 | 1                    | 66     |                   | 72     | 15     |         |
| Stand: Saisonende 2021/22 |                 |                 |                 |                 |                 |                      |        |                   |        |        |         |

### Weltcup-Gesamtplatzierungen
| Saison  | Gesamt | Gesamt | Sprint | Sprint |
| Saison  | Punkte | Platz  | Punkte | Platz  |
| ------- | ------ | ------ | ------ | ------ |
| 2008/09 | 3      | 173.   | 3      | 107.   |
| 2009/10 | 20     | 132.   | 20     | 70.    |
| 2010/11 | 32     | 103.   | 32     | 57.    |
| 2011/12 | 61     | 81.    | 61     | 38.    |
| 2012/13 | 66     | 65.    | 66     | 29.    |
| 2013/14 | 70     | 74.    | 70     | 31.    |
| 2014/15 | 55     | 84.    | 55     | 39.    |
| 2015/16 | 43     | 86.    | 43     | 48.    |